# برنهارد ر. أبيل
برنهارد ر. أبيل (بالألمانية: Bernhard R. Appel)‏ هو عالم موسيقى ألماني، ولد في 20 فبراير 1950.